# Mutsuhiro Watanabe
Mutsuhiro Watanabe (em japonês:  渡邊睦裕, 18 de janeiro de 1918 — Abril de 2003, apelidado de "O Pássaro" pelos prisioneiros) foi um militar do Exército Imperial Japonês durante a Segunda Guerra Mundial, que serviu em campos de prisioneiros em Omori, Naoetsu (atual Joetsu), Niigata, Mitsushima (atual Hiraoka) e em uma prisão civil em Yamakita. Após a derrota do Japão, autoridades militares dos Estados Unidos classificaram Watanabe como um criminoso de guerra por maus tratos a prisioneiros aliados, mas ele nunca foi capturado e morreu sem responder por suas ações.
Enquanto servia ao exército, Watanabe supostamente ordenou que um homem que se reportava a ele levasse um soco no rosto todas as noites durante três semanas e praticou judô com um paciente de apendicectomia. Um dos prisioneiros sob seu cuidado foi o atleta olímpico Louis Zamperini. O americano reportou que Watanabe batia nos prisioneiros com frequência, causando graves ferimentos neles. É dito também que Watanabe fez um oficial sentar em uma cabana, usando apenas uma roupa de baixo (chamada fundoshi), por quatro dias no inverno e que ele teria amarrado um prisioneiro de 65 anos a uma árvore por dias. De acordo com o livro Unbroken: A World War II Story of Survival, Resilience, and Redemption, de Laura Hillenbrand, Watanabe era fluente em francês e demonstrou interesse na filosofia niilista que afirma que a vida e a existência humana são basicamente sem sentido.
Em 1945, o general Douglas MacArthur incluiu Watanabe como o número 23 na sua lista dos 40 criminosos de guerra japoneses mais procurados. Contudo, Watanabe se escondeu e nunca foi capturado ou julgado. Em 1952, os Aliados, com o novo contexto da Guerra Fria, haviam perdido o ânimo para caçar e julgar criminosos de guerra na Ásia e todas as acusações contra ele e muitos outros criminosos de guerra foram retiradas. Em 1956, a revista literária japonesa Bungeishunjū publicou uma entrevista com Watanabe intitulada "Eu não quero ser julgado pela América." Mais tarde, ele se tornou um vendedor de seguros e enriqueceu.
Antes dos Jogos Olímpicos de Inverno de 1998, na cidade de Nagano, o programa 60 Minutes, da CBS News, entrevistou Watanabe no Hotel Okura em Tóquio como parte de uma matéria sobre Louis Zamperini que, quatro dias antes de seu 81º aniversário, retornou ao Japão para carregar a Chama Olímpica e passou por Naoetsu (onde a prisão onde serviu ficava) a caminho para Nagano. Na entrevista, Watanabe reconheceu que batia e chutava os prisioneiros mas não se mostrava arrependido, afirmando: "Tratei os prisioneiros estritamente como inimigos do Japão." Zamperini tentou organizar um encontro com seu torturador, mas Watanabe, que escapou das acusações de criminoso de guerra, se recusou a vê-lo.
Watanabe faleceu em abril de 2003.
Vários livros, filmes e séries já citaram Watanabe. No filme Invencível, de 2014, dirigido por Angelina Jolie, ele foi interpretado pelo artista Takamasa Ishihara.